# Hallandale Beach
Hallandale ist eine Stadt im Broward County im US-Bundesstaat Florida. Das U.S. Census Bureau hat bei der Volkszählung 2020 eine Einwohnerzahl von 41.217 ermittelt. Das Stadtgebiet hat eine Größe von 11,8 km².

## Geographie
Hallandale Beach befindet sich etwa 15 km südlich von Fort Lauderdale und 15 km nördlich von Miami. Angrenzende Kommunen sind Hollywood und Pembroke Park (Broward) sowie im Süden Golden Beach und Aventura (Miami-Dade).

## Demographische Daten
Laut der Volkszählung 2010 verteilten sich die damaligen 37.113 Einwohner auf 27.057 Haushalte. Die Bevölkerungsdichte lag bei 3404,9 Einw./km². 73,7 % der Bevölkerung bezeichneten sich als Weiße, 18,7 % als Afroamerikaner, 0,2 % als Indianer und 1,4 % als Asian Americans. 3,3 % gaben die Angehörigkeit zu einer anderen Ethnie und 2,6 % zu mehreren Ethnien an. 31,8 % der Bevölkerung bestand aus Hispanics oder Latinos.
Im Jahr 2010 lebten in 18,8 % aller Haushalte Kinder unter 18 Jahren sowie 38,9 % aller Haushalte Personen mit mindestens 65 Jahren. 51,1 % der Haushalte waren Familienhaushalte (bestehend aus verheirateten Paaren mit oder ohne Nachkommen bzw. einem Elternteil mit Nachkomme). Die durchschnittliche Größe eines Haushalts lag bei 2,02 Personen und die durchschnittliche Familiengröße bei 2,73 Personen.
16,9 % der Bevölkerung waren jünger als 20 Jahre, 24,3 % waren 20 bis 39 Jahre alt, 26,9 % waren 40 bis 59 Jahre alt und 31,9 % waren mindestens 60 Jahre alt. Das mittlere Alter betrug 47 Jahre. 47,5 % der Bevölkerung waren männlich und 52,5 % weiblich.
Das durchschnittliche Jahreseinkommen lag bei 34.645 $, dabei lebten 20,6 % der Bevölkerung unter der Armutsgrenze.
Im Jahr 2000 war Englisch die Muttersprache von 59,66 % der Bevölkerung, spanisch sprachen 19,50 % und 20,84 % hatten eine andere Muttersprache.

## Sehenswürdigkeiten
Am 24. Dezember 2013 wurde die Villa Providence in das National Register of Historic Places eingetragen.

## Schulen
- Hallandale Elementary School
- Hallandale High School

## Religion
In Hallandale gibt es derzeit zwölf verschiedene Kirchen aus sieben unterschiedlichen Konfessionen. Unter den zu einer Konfession gehörenden Kirchen ist die Baptistengemeinde mit drei Kirchen am stärksten vertreten. Es gibt eine zu keiner Konfession gehörende Kirche (Stand: 2004).

## Wirtschaft
Die größten Arbeitgeber waren 2018:
| Arbeitgeber                     | Arbeitnehmer |
| ------------------------------- | ------------ |
| Gulfstream Park Racing & Casino | 1.144        |
| City of Hallandale Beach        | 540          |
| Walmart                         | 404          |
| The Big Easy Casino             | 368          |
| School Board of Broward County  | 282          |
| Publix                          | 200          |
| Winn-Dixie                      | 189          |
| Burlington Coat Factory         | 117          |
| United States Postal Service    | 114          |
| The Diplomat Beach Resort       | 96           |

## Verkehr
Die Interstate 95 tangiert im Osten das Stadtgebiet. Außerdem führen der U.S. Highway 1 sowie die Florida State Roads A1A, 5 und 858 durch die Stadt.

## Söhne und Töchter der Stadt
- Nancy Valen (* 1965), Schauspielerin